# Afrotrichloris
Afrotrichloris Chiov. é um género botânico pertencente à família Poaceae, subfamília Chloridoideae, tribo Cynodonteae.
São plantas nativas da África.

## Espécies
Apresenta duas espécies:
- Afrotrichloris hyaloptera W.D.Clayt.
- Afrotrichloris martinii Chiov.